# 皮埃尔·杜比尔特

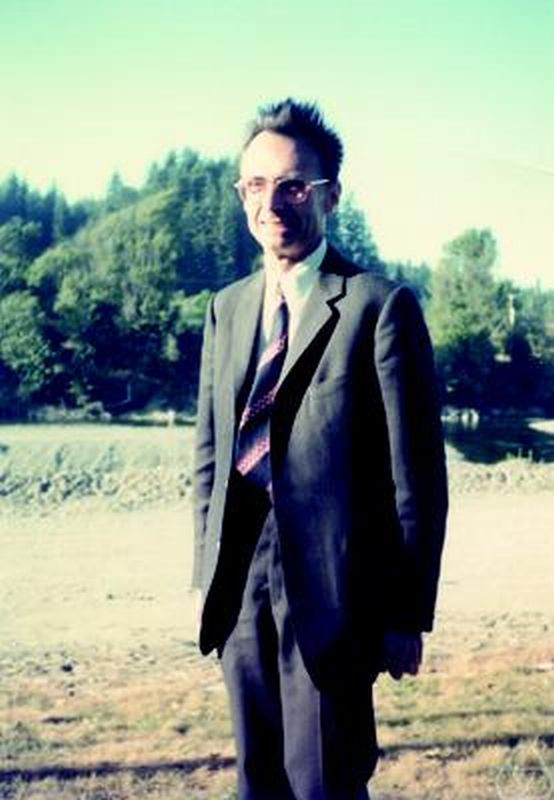
皮埃尔·杜比尔特(1975年)

皮埃尔·杜比尔特(Pierre Dolbeault)(生于 公元1924年)法国数学家。
他与昂利·嘉当一起学习，并于1944年毕业于高等师范学校。他于20世纪50年代在蒙彼利埃和波尔多任教，之后在巴黎第六大学任教。他与皮埃尔·勒隆和亨利·斯柯达一起，在巴黎举办了一次数学分析研讨会。
杜比尔特上同调以他的名字命名，杜比尔特定理也是如此。